# Monte Muretto (Val Chisone)
Il monte Muretto (1.707 m s.l.m.) è una montagna delle Alpi del Monginevro nelle Alpi Cozie. Si trova in Piemonte (Città metropolitana di Torino).

## Caratteristiche

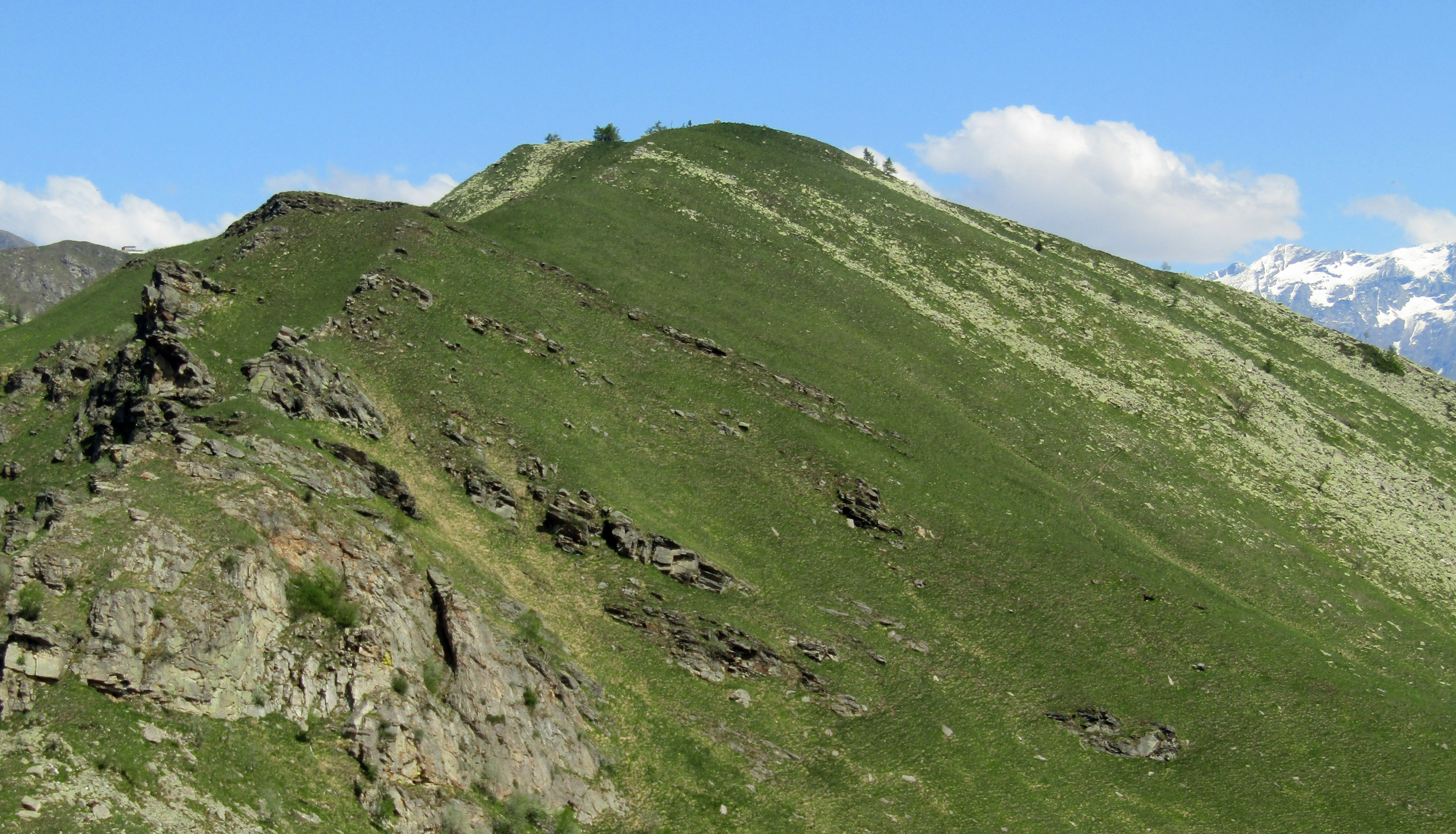
Vista dal monte Cristetto

La montagna è collocata lungo lo spartiacque che separa la Val Chisone dalla Val Sangone, a est della Punta dell'Aquila. A sud del monte Muretto il crinale perde quata con il monte Paletto (1.665 m s.l.m., in pratica una anticima del M.Muretto), scende al colle del Besso e risale poi al monte Cristetto. A ovest invece lo spartiacque procede con il colle del Muretto (1.641 m s.l.m.), il monte Cugno dell'Alpet e la già citata punta dell'Aquila. Geologicamente la roccia prevalente è lo gneiss.

## Salita alla vetta
La montagna può essere raggiunta per un sentierino che parte dal colle del Besso oppure dal colle del Muretto; in entrambi i casi la salita è valutata di difficoltà E.

## Cartografia
- 6 - Pinerolese Val Sangone, scala 1:25.000, ed. Fraternali
- 17 - Torino Pinerolo e Bassa Val di Susa, scala 1:50.000, ed. IGC - Istituto Geografico Centrale